# Edgewater, Colorado
Edgewater är en stad (city) i Jefferson County, i delstaten Colorado, USA. Enligt United States Census Bureau har staden en folkmängd på 5 222 invånare (2011) och en landarea på 1,8 km².